# 長和町立和田小学校
長和町立和田小学校（ながわちょうりつ わだしょうがっこう）は、長野県小県郡長和町にある公立小学校。

## 沿革
（沿革節の主要な出典は公式サイト）
- 1898年（明治31年）- 和田尋常小学校として開校。
- 1908年（明治41年）- 高等科を併設し、和田尋常高等小学校となる。
- 1947年（昭和22年）- 和田村立和田小学校となる。
- 1975年（昭和50年） - 魚津市立経田小学校との間に、山と海の姉妹校提携がなされる[2]。
- 2005年（平成17年）- 和田村が長門町と合併し長和町となったことにより、長和町立和田小学校と改称。

## 通学区域
- 長和町
  - 和田

## 進学先中学校
- 上田市長和町中学校組合立 依田窪南部中学校（所在地：上田市武石地区）

以前は長和町立和田中学校があったが、2017年3月閉校となった。